# Mere Castle

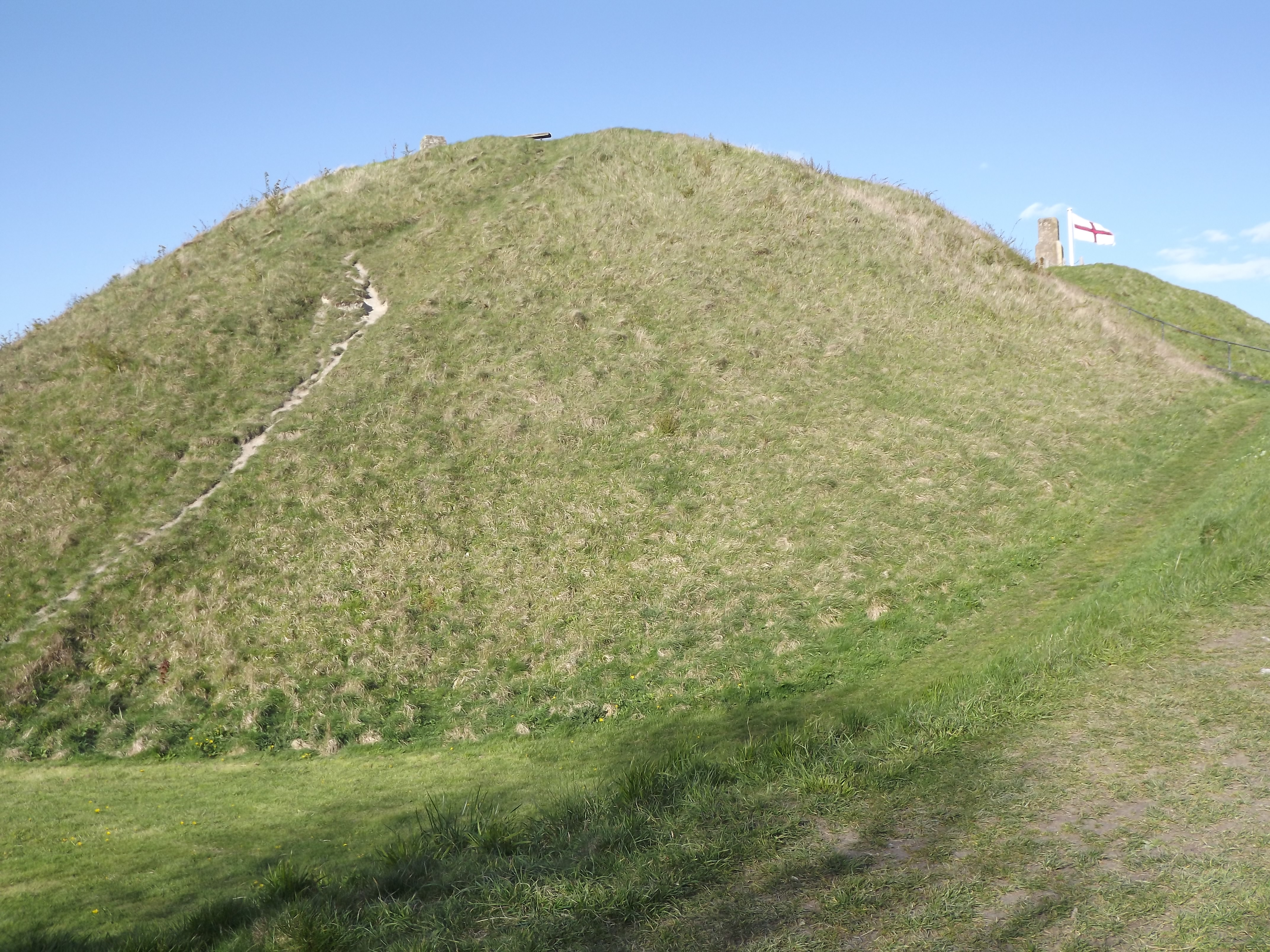
Mere Castle

Mere Castle, in der Gegend auch Castle Hill genannt, ist eine Burgruine über dem Dorf Mere in der englischen Grafschaft Wiltshire. Richard von Cornwall ließ die Burg 1253 auf einem Hügel über dem Dorf in Stein, mit sechs Türmen, Gebäuden im Innenhof und Toren erbauen. Im 14. Jahrhundert wurde Mere Castle aufgegeben und ihr Mauerwerk und ihre Metallteile zum Bau anderer Gebäude verwendet. Heute sind nur noch Erdwerke erhalten.

## Geschichte

### Bau
Das Dorf Mere war Anfang des 13. Jahrhunderts eine kleine, unbedeutende Siedlung. 1243 erwarb Richard von Cornwall die Grundherrschaft. Richard war der Bruder König Heinrichs III. und immens reich. 1253 ließ er mit dem Bau der Burg beginnen.
Die Burg wurde auf dem Long Hill, einer Hügelkette aus Kreide über dem Dorf errichtet. Der Hügel wurde abgeflacht und mit einem 5 Meter tiefen Graben auf der Westseite versehen. Wie der Archäologe Phil McMahon beschreibt, weisen Dokumente aus, dass die Burg „eine rechteckige aus Steinen errichtete Anlage mit sechs Türmen war, die einen Rittersaal, ein inneres und ein äußeres Tor, einen tiefen Brunnen und eine Kapelle“ enthielt und so vermutlich wie eine kleinere Version von Framlingham Castle aussah. Der Eingang der Burg befand sich vermutlich im Westen und eine Straße führte den südlichen Hang zu ihm hinauf. Gleichzeitig wurde das Dorf zu einer geplanten Siedlung erweitert und ein inoffizieller Markt regelmäßig abgehalten. Um 1300 wurde die Burg renoviert, möglicherweise als Antwort auf die Gefahr einer Rebellion in England in dieser Zeit.

### Niedergang
Richards Sohn Edmund erbte das Anwesen nach Edmunds Tod fiel es an die Krone zurück. König Eduard II. verlehnte sie ein seinen Günstling Piers Gaveston, den er zum Earl of Cornwall machte. 1327 verloren Eduard II. und Piers Gaveston ihre Macht und John, Eduards zweiter Sohn, nahm die Burg als neuer Earl of Cornwall in Besitz. König Eduard III. erwarb die Burg erneut und sie wurde auf Dauer ein Teil des Herzogtums Cornwall.
Im 14. Jahrhundert aber war die Burg verfallen und wurde aufgegeben. 1398 ließ König Richard II. die Dacheindeckung entfernen und für den Bau von Portchester Castle verwenden. 1660 berichteten Besucher, dass das gesamte Mauerwerk abgebrochen worden war, und Berichte aus dem 18. Jahrhundert erwähnen, dass die Bausteine für den Ausbau der Siedlung zu Füßen der Burg genutzt wurden, die mit Woll- und später Leinenhandel gediehen war.

### 21. Jahrhundert
Heute, im 21. Jahrhundert, gilt das Burggelände als Scheduled Monument. Es gehört dem Herzogtum Cornwall und ist der örtlichen Gemeindeverwaltung verpachtet. Ein bei Nacht beleuchteter Fahnenmast und ein Kriegerdenkmal zur Erinnerung an die 43rd (Wessex) Infantry Division stehen heute auf dem Burggelände. Jedes Jahr zu Ostern wird an der Burgruine eine Zeremonie abgehalten.

## Archäologische Untersuchungen
Archäologische Untersuchungen führten T. H. Baker und C. N. Wyld 1887 auf dem Gelände durch, aber ein Großteil ihrer Ergebnisse gingen später verloren.

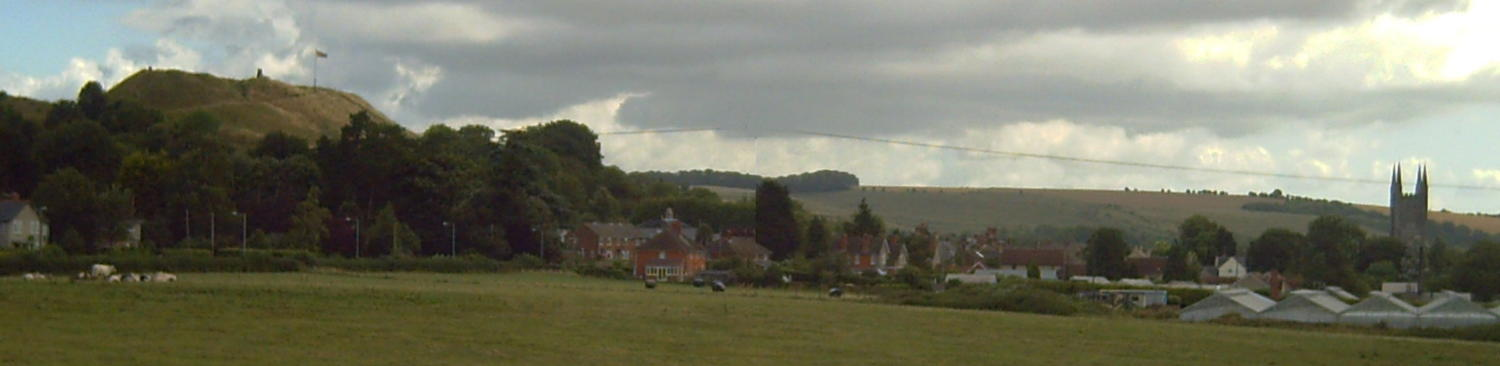
Mere Castle (links) über dem Dorf Mere (rechts)